# 常願寺
常願寺（じょうがんじ）は、富山県南砺市院林292番地にある浄土真宗東本願寺派の寺である。

## 概要
開基は存覚上人。山号の「真栗山」は、存覚上人発祥の地越前国丹生郡真栗に因んで称している。1373年（応安6年）の存覚上人遷化後は常楽台の称号と共に本願寺と併立したと伝えられるが、1522年（大永元年）に現在地に移ったとされる。
庭園には樹齢500余年の苔むした年輪をした切り株だけ残る4本の大杉が印象的である。

## アクセス
- JR福野駅から徒歩20分[2]。